# توماس ووكر (محامي)
توماس ووكر (بالإنجليزية: Thomas Walker)‏ هو محامي أمريكي، ولد في 1964 في أتلانتا في الولايات المتحدة.